# Naturschutzgebiet Rugenseemoor
Koordinaten: 53° 50′ 42,1″ N, 11° 49′ 40″ O
Das Naturschutzgebiet Rugenseemoor ist ein Naturschutzgebiet im Schlemminer Forst in Mecklenburg-Vorpommern. Es umfasst acht Hektar und liegt zwei Kilometer westlich der Ortschaft Katelbogen. Die gesetzliche Ausweisung erfolgte am 1. Oktober 1990 mit dem Ziel, ein Kesselmoor mit seltenen Tier- und Pflanzenarten zu schützen und zu erhalten. Die Flächen sind Teil des FFH-Gebietes Schlemminer Wälder und Kleingewässerlandschaft.
Der Gebietszustand wird als gut eingestuft. Die hydrologischen Verhältnisse werden nicht gestört und Nährstoffeinträge aus benachbarten Flächen werden seit 1997 minimiert durch Aufforstung eines Gehölzsaumes mit heimischen Baumarten. Das Naturschutzgebiet darf nicht betreten werden. Ein Waldweg grenzt an den östlichen Teil.

## Geschichte
Das Rugenseemoor entstand als Toteisform nach der letzten Eiszeit, südlich des Stauchendmoränenkomplexes Hohe Burg. Die abflusslose Senke verlandete in den kommenden Jahrtausenden und vermoorte anschließend. Als Endstadium dieses Prozesses entstand ein nur von Oberflächenwasser gespeistes Hochmoor. Erste menschliche Besiedlung lässt sich durch gut erhaltene jungsteinzeitliches Hügelgräber unweit nördlich und ein Großsteingrab östlich bei Katelbogen nachweisen. Eine frühslawische Siedlung war die Hohe Burg bei Schlemmin. Das Moor wurde im 18. Jahrhundert über einen Graben in Richtung Osten entwässert. Anfang des 20. Jahrhunderts sollten die Flächen aufgeforstet werden, was allerdings durch die hohe Feuchtigkeit im Gebiet erfolglos blieb. Der Graben wurde 1982 wieder geschlossen.

## Pflanzen- und Tierwelt
Es finden sich die typischen Vertreter eines Sauer-Zwischenarmmoores: Moosbeere, Trunkelbeere, Rundblättriger Sonnentau, Sumpfporst und Wollgräser.
Es wurde 47 Schwebfliegenarten nachgewiesen. Das Moor bietet zahlreichen Libellenarten Lebensraum, darunter Kleine Moosjungfer, Nordische Moosjungfer, Große Moosjungfer, Gefleckte und Gemeine Smaragdlibelle, Frühe Adonislibelle, Hufeisen- und Becherazurjungfer. Die Reptilienfauna wird bestimmt von Erdkröte, Rotbauchunke, Laub-, Gras-, Teich- und Moorfrosch, Ringelnatter und Kreuzotter. Im Gebiet brüten Kranich, Waldwasserläufer und Zwergschnäpper.